# Roger ze Salerna
Roger ze Salerna († 28. června 1119) byl regent Antiochijského knížectví v letech 1112 až 1119. Byl synem Richarda ze Salerna a bratranec Tankreda Galilejského, kteří byli účastníky první křížové výpravy. Roger ze Salerna se stal antiochijským regentem, když jeho bratranec Tankred zemřel v roce 1112 a nastupující kníže Bohemund II. byl ještě dítě.

## Život
Stejně jako Tankred, Roger byl téměř neustále ve válce se sousedními muslimskými státy, jako např. s Aleppem. V roce 1114 udeřilo zemětřesení, které zničilo mnoho knížecích opevnění, a Roger velmi usiloval o jejich opravení; zejména těch, které byly v blízkosti hranic. Roger porazil Bursuqa bin Bursuqa v roce 1115 v bitvě u Sarminu. S Joscelinem I. z Edessy dokázali vyvinout takový vojenský tlak na Aleppo, že se město spojilo s ortokovským emírem Ilgázím v roce 1118. Ilgází napadl knížectví v roce 1119. Roger nečekal, a to i přes naléhání patriarchy, na posily z Jeruzaléma a Tripolisu. V následné bitvě na Ager Sanguinis měl Roger 700 rytířů a 3 000 pěšáků, včetně 500 arménských jezdců, ale skoro všichni byli zabiti, včetně Rogera samotného. Ilgázího síly se rozptýlily drancovat okolní území, ale nezaútočily na Antiochii samotnou. Regentství poté přejal Balduin II. Jeruzalémský.
Rogerovo panování bylo zaznamenáno jeho kancléřem Walterem.